# Richard Mique
Richard Mique (18. září 1728 v Nancy – 9. července 1794 v Paříži) byl francouzský architekt lotrinského původu. Narodil se z druhého manželství Simona Miqueho s Barbe Michel, jeho otec byl architekt z Lunéville a jeho dědeček Pierre Mique také působil jako architekt v Nancy.

## Životopis
Po škole ve Štrasburku v roce 1740, kde se u inženýra Jacquese Étienna Barbiera vyučil architektem, mohl jít ve stopách svého otce a dědečka a v roce 1763 se stal, stejně jako jeho bratranec Claude Mique, architektem v Lotrinsku. Vstoupil do služeb krále Stanislava I., vévody lotrinského a otce francouzské královny Marie Leszczyńské. Podílel se tak na zkrášlení Nancy a Lunéville, kde šířil napodobování antického stylu, ovlivněn jako všichni neoklasicistní architekti díly italské renesance a zejména stylem Andrey Palladia. Smrt krále Stanislava tuto kariéru na čas zastavila, neboť Ange-Jacques Gabriel, první architekt krále Ludvíka XV., žárlil na jeho vliv na francouzském dvoře.
Nicméně právě Mique byl pověřen královnou Marií Leszczyńskou stavbou důležitého kláštera ve Versailles. Klášter (nyní Lycée Hoche) byl slavnostně otevřen samotným králem, což zvýšilo architektovu prestiž.
Královna Marie-Antoinetta jej poté pověřila několika zakázkami. Mique vystřídal Ange-Jacquese Gabriela na pozici prvního královského architekta Ludvíka XVI. a ředitele Královské akademie architektury, a stal se tak hlavním dodavatelem díla na zámku ve Versailles na konci 18. století.
Paralelně se svou činností architekta převzal v roce 1763 podíly v manufaktuře na fajáns v Saint-Clément, kterou od roku 1772 fakticky ovládal. Dal jí nový, modernější styl, který se později nazýval „Ludvík XVI.", zejména s kamejovými medailony obklopenými girlandami ve tvaru vajec. Richard Mique také získal privilegium zdobit své výrobky zlatem.
Během Hrůzovlády byl zatčen spolu se svým synem, protože byl obviněn ze spiknutí na záchranu královny, a oba byli postaveni před revoluční tribunál. Byli odsouzeni k smrti 7. července 1794, gilotinováni o dva dny později na Place du Trône-Renversé (nyní Place de la Nation) a poté pohřbeni na hřbitově Picpus.

## Architektonické práce
- 1761: Porte Sainte-Catherine a Porte Stanislas v Nancy
- 1765: vypracoval plány kasáren Sainte-Catherine v Nancy
- 1766: klášter královny ve Versailles (1766–1772)
- Části Malého Trianonu: divadlo královny Marie-Antoinetty (1778–1779), Pavillon du Rocher neboli belvedere v anglické zahradě (1778–1781); chrám lásky v anglické zahradě (1778)
- 1780: Hôtel de l'Intendance ve Versailles
- 1782: konsolidace věže katedrály sv. Kříže v Orléans (1782–1787)
- 1783–1787: všechny stavby královniny vesničky, v zahradách zámku ve Versailles
- 1784: karmelitánská kaple v Saint-Denis, nyní muzeum umění a historie
- 1785: úpravy na Château de Saint-Cloud, který patřil vévodovi z Orléans
- 1788: Hospic a kaple v Saint-Cloud (dnes zbyla jen kaple)